# 鉾田市立鉾田南小学校
鉾田市立鉾田南小学校（ほこたしりつ ほこたみなみしょうがっこう）は、茨城県鉾田市烟田に存在する公立小学校である。

## 沿革

### 開校以前
- 2018年（平成30年）12月 - 校舎竣工[2]。
- 2019年（平成31年）2月27日 - 鉾田市立鉾田南小学校の竣工式を挙行[1]。

### 開校以後
- 2019年（平成31年）
  - 4月1日 - 同校が開校[注 1]。
  - 4月8日 - 同校の開校式を挙行[注 2]。
- 2020年（令和2年）
  - 3月23日 - 第1回卒業式挙行。
  - 3月24日 - 最初の修了式挙行。

### 歴代校長
1. 村田武彦 - 2019年（平成31年）4月1日就任[1]

## 通学区域と進学先中学校
出典

### 通学区域
- 桜本・七軒町・新鉾田・横町・古宿・新町・旭町・御城・仲須・西町・本橋町・上宿・昭和町・本町・塔ヶ崎・西台・安房南・安房高野・安房北・靱負・上諏訪・柏熊・高田・串挽上・串挽下・堀之内・野友・半原・西半原・借宿新田・粟野・借宿（一部）・烟田・玄生・小高根・宮内・安塚・田中・青山・大竹・美原・岡堀米・下荒地・白塚・新里・寄居・当間・坂戸・飯名

### 進学先中学校
- 鉾田市立鉾田南中学校

## 周辺
- 茨城県道182号大竹鉾田線
- 長茂川

## 交通
- 鹿島臨海鉄道大洗鹿島線新鉾田駅から、徒歩約1km・約15分（県道182号沿いの校門まで）。
  - なお、校門から児童出入口までは、更に約180mほどの移動を要する。